# De Pelichy
Het geslacht de Pelichy was een sinds 1816 Belgisch-Nederlands adellijk geslacht dat in 2001 uitstierf.

## Geschiedenis
Oorspronkelijk waren het handelaars uit de Savoye, die zich in de zeventiende eeuw in de Nederlanden vestigden.
- De eerste onder hen die zich in de Nederlanden vestigde, Georges Pélicy, zoon van Claude Pélicy, was geboren in Saint-Georges-des-Hurtières. In 1629 werd hij 'keurbroeder' in Veurne en hij overleed in 1635 in Sint-Winoksbergen. Hij woonde en werd begraven in Roesbrugge, waar hij een belangrijke lakenhandel uitbaatte en waar hij in 1615 getrouwd was met Françoise Billengier of Boulanger. Ze hadden vier zoons (Pierre, Georges, Philippe en Jean) en drie dochters.
  - Jean Pélicy trok naar Amsterdam en trouwde er met Marguerite Heghuys Staats. Hij en zijn nazaten bleven katholiek in de overwegend calvinistische provincies.
    - Théodore de Pelichy (Amsterdam, 16 maart 1679 - Utrecht, 24 juli 1734) werd kolonel in dienst van de Verenigde Provincies. Vanwege keizer Karel VI kreeg hij in 1726 de titel van baron, overdraagbaar op alle afstammelingen, en de toestemming om het voorvoegsel 'de' aan zijn naam toe te voegen. Zijn echtgenote was Marie Staats (Utrecht, 1694-1739) die de heerlijkheid Turksweert bij Druten (Gelderland) in de familie de Pelichy inbracht. 
      - Jean-Philippe de Pelichy (Amsterdam, 22 maart 1716 - Brugge, 9 januari 1792), die zich in Brugge vestigde, werd burgemeester van het Brugse Vrije en gedeputeerde bij de Staten van Vlaanderen. Hij trouwde in 1736 in Utrecht met Isabella de Rycksz (1715-1751) en  hertrouwde in Brussel met Barbe Barret. Hij werd in Sint-Michiels bij Brugge begraven. 
        - Baron Theodore de Pelichy (Utrecht, 19 november 1741 - Turkswaart, 26 augustus 1811), heer van Turkswaart, werd pensionaris van het Brugse Vrije en raadslid in de Raad van Vlaanderen. Hij trouwde in 1768 met de Brugse Marie-Elisabeth de Stappens (Brugge, 1749 - Turkswaart, 1829), met wie hij acht kinderen had.

## Twee kampen
De zoon van Theodore, François de Pélichy (Brugge, 22 juli 1772-1844), werd katholiek gedoopt door bisschop Caïmo. Hij trouwde in 1779 met gravin Catherine de Lichtervelde en ze kregen twee zoons en een dochter. Hij werd in 1816, ten tijde van het Verenigd Koninkrijk der Nederlanden, in zijn adellijke status en met zijn titel van baron bevestigd door koning Willem I. Bij de Belgische Omwenteling bleef hij koning Willem trouw en werd op het einde van zijn leven minister van de Erediensten in de regering van Willem II.
De andere zoon, Jean-Marie de Pelichy van Huerne (Brugge, 2 mei 1774 - 19 november 1859), werd in 1823 in zijn adellijke status bevestigd en werd lid van de Provinciale Staten van West-Vlaanderen. In 1830 koos hij de kant van de Belgische Revolutie en maakte deel uit van de constituante.

## Afstamming van François de Pelichy
De nakomelingen van François de Pelichy keerden terug naar België. 
- Baron Théodore de Pelichy (1803-1870) trouwde met zijn nicht Marie-Charlotte de Lichtervelde (1800-1873) en werd lid van de bestendige deputatie van Oost-Vlaanderen. 
  - Baron François de Pelichy (1840-1890) werd provincieraadslid en burgemeester van Zevergem. Hij trouwde met Alida de Meulenaere (1841-1913)
    - Leon-Théodore de Pelichy (1863-1936) werd raadsheer aan het hof van beroep in Gent en woonde in het kasteel de Pélichy, gebouwd door zijn schoonvader Octave de Meulenaere, in de deelgemeente Gentbrugge. 
      - Yvonne de Pelichy (1890-1980) werd na de Tweede Wereldoorlog burgemeester van Zevergem, in opvolging van haar echtgenoot, jonkheer Raoul de Hemptinne (1884-1945), die overleed in het Duitse concentratiekamp Flossenburg. In 1958 kreeg ze vergunning de titel van gravin voor de naam van haar man te mogen dragen.
      - François de Pelichy (1891-1962), getrouwd met Christiane d'Hoop (1892-1972), doorliep een carrière in Belgisch-Kongo en nam onder meer aan de gevechten rond Tabora deel tijdens de Eerste Wereldoorlog.
        - Juliette de Pelichy (1921-1994) trouwde met Jean de Cocquéau des Mottes (1909-2001). Met haar stierf de familie uit. De familie de Hemptinne erfde en voegde het wapenschild de Pelichy toe aan het hare. Met haar doofde de familie de Pelichy uit.

    - Marie de Pelichy (1869-1950) trouwde in 1895 met jonkheer Fernand de Keyser (1872-1914). Zij woonden met hun kinderen op het Kasteel Walbos van de familie de Keyser.
    - Theodore de Pelichy (1875-1907), tweelingbroer, werd burgemeester van Zevergem
    - Joseph de Pelichy (1875-1924) werd eveneens burgemeester van Zevergem en bleef net zoals zijn broer vrijgezel.
    - Edouard de Pelichy (1879-1904) vertrok in mei 1903 naar de Vrijstaat Kongo als onderofficier. Hij werd postoverste in Moliro (Tanganikameer) en overleed aan malaria in september 1904 in Kala (Duits Oost Afrika)
- Jkvr. Mathilde Adélaïde Marie Françoise de Pelichy (1815-1858) trouwde met Pierre Eugène Henri Marie baron de Trevey de Charmail (1816-1884), kamerheer van koning Willem I.

## Afstamming van Jean de Pelichy
De tweede zoon van Théodore de Pelichy - de Stappens, Jean-Marie de Pelichy (1774-1859), verkreeg in 1826, ten tijde van het Verenigd Koninkrijk der Nederlanden, eveneens de titel van baron. Hij werd na de Belgische Omwenteling lid van het Nationaal Congres en was later senator en burgemeester van Brugge. Hij was getrouwd met de erfdochter Marie-Jeanne van Huerne (1786-1828). 
Hun enige dochter Marie-Jeanne de Pelichy (1808-1872) trouwde in 1828 met Louis Gillès (1798-1876), telg uit het geslacht Gillès. Bij Koninklijk Besluit van 22 februari 1872 bekwam die laatste voor zichzelf en zijn nakomelingen de naam Gillès de Pelichy te mogen dragen. De huidige familie van die naam komt voort uit die verbintenis.